# 格奈森瑙号护卫舰
格奈森瑙号为德意志帝国海军建造的六艘俾斯麦级护卫舰的五号舰，得名于普鲁士元帅奥古斯特·奈德哈特·冯·格奈森瑙。该级舰是在1870年代初作为海军大规模造舰计划的一部分而订购，旨在担任舰队侦察舰或前往德意志帝国感兴趣的海外地区执行长期任务。格奈森瑙号于1877年6月开始在但泽的帝国船厂铺设龙骨，1879年9月下水，至1880年10月交付使用。为了在海外进行长途航行，该舰配备了一套全帆装索具，以便在燃煤缺乏的情况作为蒸汽机的补充。它装备有十四门150毫米箍炮，最初被定型为盖甲板护卫舰，自1884年起又重归类为巡洋巡防舰。
格奈森瑙号在其运用生涯的头十年曾接受过两次重大的海外部署。第一次是1882年，目的是在埃及的奥拉比起义期间保护德国公民，然而当它到达时，英国军队已经基本清剿了叛军，格奈森瑙号得以返回本土。第二次更长的部署发生于两年后，从1884年持续到1886年，主要集中在德国对东非的殖民活动。该舰于1885年参与了对德属东非的收购，然后从1886年短暂前往太平洋，以支持德国在当地的利益。1887年，格奈森瑙号开始作为教学舰服役，并担任该职长达十余年。在此期间，它主要从事训练巡航以及单舰、分舰队和舰队操练，其中长途海外拉练通常在西印度群岛和地中海之间交替进行。1900年12月16日，在一次类似的巡航中，该舰被强风吹向马拉加外围的石堤并倾覆，造成41名官兵丧生。由于其残骸无法打捞修复，因此在事故发生后不久，格奈森瑙号便作废品出售，并就地拆解。

## 设计
1870年至1871年的普法战争后，新成立的德意志帝国海军开始了一项旨在加强舰队实力的扩张规划。俾斯麦级的六艘舰于1870年代初订购，以补充德国的巡洋军舰队伍，因当时德国的巡洋舰队只能依赖于几艘已有二十年舰龄的船具。海军司令部明确现代蒸汽护卫舰对于舰队侦察以及保护德国在海外利益的长期巡逻任务而言是必要的。
格奈森瑙号的水线长和全长分别为72.18米和82米，有13.7米的舷宽以及5.2米的前吃水和6.3米的后吃水；其设计排水量为2,843吨，满载时则可达2,994吨。标准船员编制为18名军官和386名水兵。该舰由一台卧式三缸单胀往复式蒸汽机提供动力，用以驱动一副直径为5.2米的双叶螺旋桨；蒸汽则由四台卧式燃煤箱型火管锅炉供应，这使得它在2,866匹公制馬力（2,108千瓦特）额定功率下的最高航速可达13.8節（25.6每小時），并且能够以9節（17每小時）的速度连续航行2,380海里（4,410）。作为在长途航行期间对蒸汽机的辅助动力，格奈森瑙号还配备有一套总帆面积为2,210平方米的全帆装索具，但后期有所削减。
格奈森瑙号装备有十四门150毫米22倍径后装式箍炮作为主炮，辅助武器则包括有两门88毫米30倍径速射炮和六门哈乞开斯37毫米转膛炮。

## 服役历史

### 建造及首次海外部署

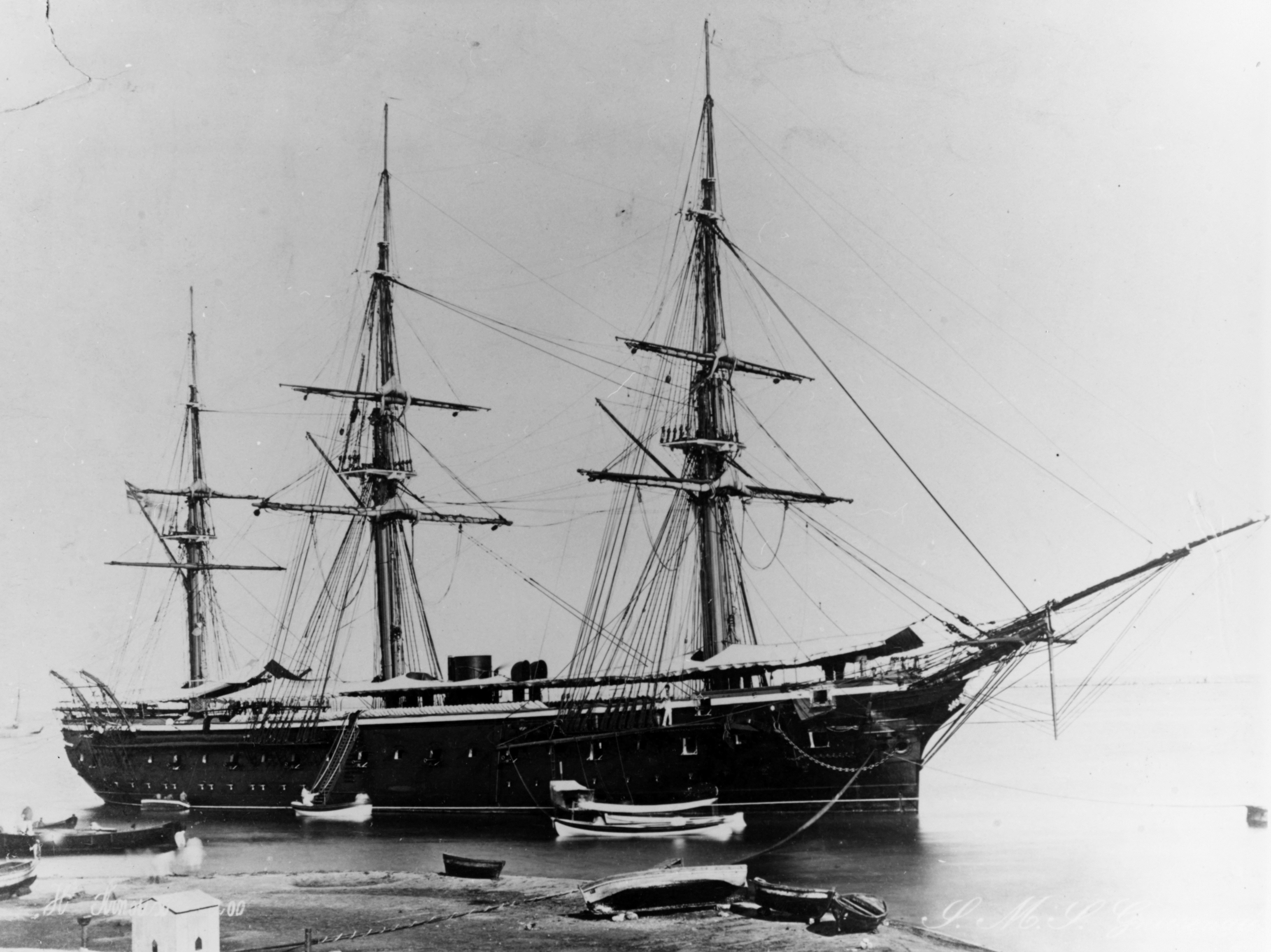
靠岸中的格奈森瑙号（约1880年代）

俾斯麦级的五号舰是作为新增编入舰队的单位而以“D号盖甲板护卫舰”（Gedeckte Korvette D）作为合同代号发包予但泽的帝国船厂承建。其龙骨自1877年6月开始铺设，至1879年9月4日下水。在下水仪式上，由时任帝国海军部长的阿尔布雷希特·冯·施托施上将主持以拿破仑战争中的著名将领暨普鲁士军事改革家、陆军元帅奥古斯特·奈德哈特·冯·格奈森瑙的姓氏为该舰命名。1880年10月3日，在舾装工作实际完成之前，为了将其转移至基尔帝国船厂安装火炮，舰只获提前投运。海试则从12月底持续到1881年2月12日结束，在此期间，格奈森瑙号的舰长为海军上校巴托洛梅乌斯·冯·维尔纳。该舰之后停运并被安置在预备役。此举遵循了海军部的总体计划，即通过较小的炮舰来保护德国在海外的利益和殖民地目标，而大型军舰通常作储备搁置。只有少数几艘大型军舰会被编入所谓的“机动分舰队”（Fliegenden Geschwader），以便对危机作出快速反应。
在1880年代初，法国与英国对埃及、尤其是对苏伊士运河的控制，引发了由艾哈迈德·奥拉比帕夏领导的奥拉比起义。1882年6月，被外国势力激怒的革命者杀害了50名欧洲人，这促使英国皇家海军对亚历山大港实施炮击，然后派出登陆部队追捕叛乱分子。由于预算问题，德国海军部最初希望避免调动本国境内的任何舰艇，以将行动成本降至最低，因此委派了两艘刚从海外部署中返回的炮舰苍鹰号和海鸥号前往埃及。在那里，它们派水兵上岸，分别保护亚历山大港和塞得港的德国人。
事实证明，两艘小型舰艇不足以完成任务。因此在1882年8月13日，格奈森瑙号、平甲板护卫舰宁芙号、通报舰齐滕号和炮舰独眼巨人号奉命增援现场部队。它们组成的分舰队于8月19日从基尔出发，受格奈森瑙号舰长、海军上校马克斯·冯·德·戈尔茨指挥，他也被任命为分舰队的指挥官。这些舰只于8月21日抵达塞得港。9月13日，英国人在泰勒凯比尔之战击败了奥拉比的军队，有效地结束了叛乱。此时，来自君士坦丁堡的地中海驻地舰罗蕾莱号也加入了德国分舰队，它们一直留在该地区直到12月，以保护德国驻亚历山大港公使馆。随后分舰队解散；格奈森瑙号于12月24日回到基尔，至1883年1月9日停运，但宁芙号和独眼巨人号仍留在地中海东部，以防进一步的动乱。

### 第二次海外部署

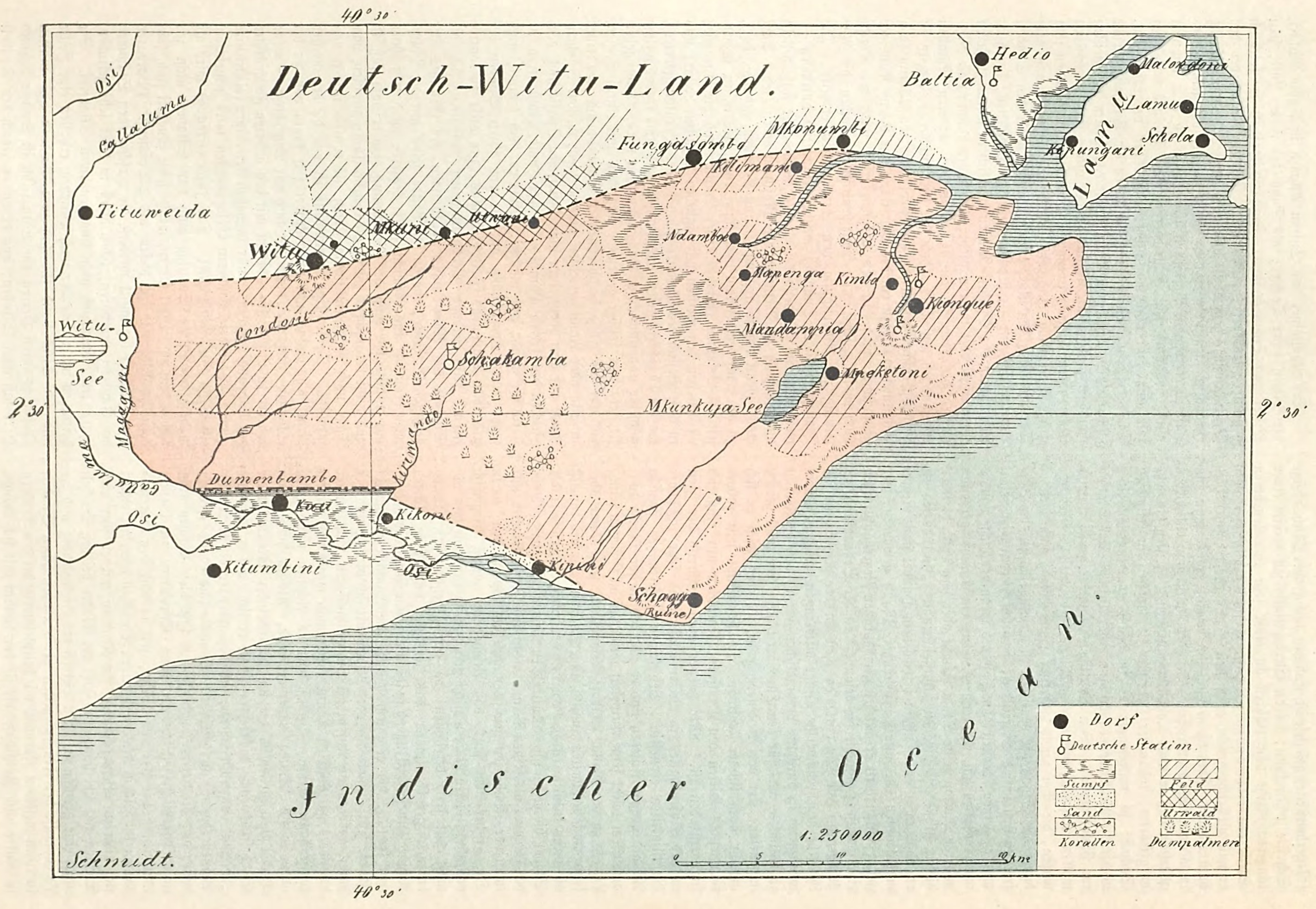
由1888年绘制的地图，展现了维图公司声称拥有主权的地区（此处称为“德属维图兰”）

与同级的其余五艘姊妹舰一样，格奈森瑙号于1884年被重新归类的巡洋巡防舰。同年10月5日，该舰再次被派往海外，加入新组建的西非巡洋分舰队，受海军少将爱德华·冯·克诺尔指挥，旗舰为俾斯麦号。格奈森瑙号的新任舰长为海军上校维克托·瓦卢瓦斯。在从基尔到威廉港与分舰队余部会合的途中，该舰因浓雾而在洛兰岛附近搁浅；尽管它在事故中没有受损，但仍需由铁甲舰汉萨号协助拖曳解困。分舰队于10月30日离开威廉港，前往西非。在佛得角群岛经停期间，克诺尔将格奈森瑙号分遣至开普敦，后者于1885年1月8日抵达。在那里，该舰迎来了被任命为桑给巴尔公使的弗里德里希·格哈德·罗尔夫斯，并于1月28日将他送往桑给巴尔岛。在此过程中，瓦卢瓦斯还接到命令，将圣卢西亚湾置于德国的保护之下。然而，当得知该海湾是英国利益范围的一部分时，该命令在中途经停期间被撤回。格奈森瑙号随后前往拉穆港考察东非沿岸，特别是维图苏丹国周边地区，以强化德国在那里的“宗主权”。一段时间后，即1885年4月8日，登哈特兄弟从维图苏丹艾哈迈德·伊本·富莫·巴卡里手中购买了一幅1,600平方公里的土地，并向德意志帝国申请了保护函。格奈森瑙号此前对该地区的考察致使德国政府指示罗尔夫斯接受这一请求，并于5月27日建立起保护领。
格内森瑙号于1885年4月1日离开桑给巴尔岛，前往澳大利亚的墨尔本，并计划于8月在那里与护卫舰奥古斯塔号会合，但后者因风暴在曼德海峡沉没。格奈森瑙号转而前往毛里求斯的路易港。在那里，它加入了由海军准将卡尔·帕申指挥的新分舰队，阵中成员还包括其姊妹舰暨旗舰施托施号、阿达尔贝特亲王号、伊丽莎白号以及租用的补给舰埃伦费尔斯号（SS Ehrenfels）。帕申的任务是将其分舰队（此时称为东非巡洋分舰队）带到东非，以解决与桑给巴尔苏丹巴伽什·本·赛义德就德国保护领的争端。得益于于强大的海军实力坐镇，他于8月中旬完成了任务。8月18日，俾斯麦号抵埗，并由克诺尔接替帕申担任分舰队司令。克诺尔派遣格奈森瑙号再度前往维图兰，由瓦卢瓦斯在那里知会巴卡里，桑给巴尔苏丹已同意承认维图兰为德国保护领，并停止干涉维图兰的内政。8月28日在拉穆港抛锚后，格奈森瑙号派出一支由副舰长库尔特·冯·普里特维茨·翁德·加弗龙率领的特遣队上岸，参加了占领土地的庆祝游行。三天后，瓦卢瓦斯带着3名军官和29名士兵前往维图首都与巴卡里会面，至9月4日返舰。
9月6日，格奈森瑙号离开拉穆港前往基斯马尤，四天后又继续前往桑给巴尔。与此同时，帕申奉命组建第二支巡洋分舰队，由他的旗舰施托施号、格奈森瑙号和阿达尔贝特亲王号组成。分舰队的任务是要去往当时德国和西班牙之间存在争议的加罗林群岛。格奈森瑙号首先前往开普敦，于10月11日抵达。在那里，它接到了返回德属东非的新命令，并于11月9日被正式编入克诺尔的分舰队，该部队此时由俾斯麦号、格奈森瑙号和巡洋护卫舰奥尔加号组成。格奈森瑙号在东非海岸巡逻直到1886年3月6日，然后跟随分舰队出发前往澳大利亚。抵达南太平洋后，它们陆续造访了澳大利亚诸港、新西兰、汤加和萨摩亚，格奈森瑙继而被派往新波美拉尼亚岛的瞪羚半岛，镇压反抗德国殖民统治的起义。随后，它再与俾斯麦号和奥尔加号一同前往加罗林群岛的组成部分帕劳，取回一座德国人此前竖立的地界标，因为德国已放弃对这些岛屿的主权申索，转而支持西班牙。三艘舰于7月23日抵达香港，巡洋护卫舰卡罗拉号正在那里等待接替格奈森瑙号。7月25日，格奈森瑙号开始返回德国的旅程，至9月27日到达基尔。它于10月14日在当地停运。

### 教学舰职责

#### 1887－1895年
1887年4月13日，格奈森瑙号在海军上校奥古斯特·冯·汤姆森的指挥下重新投运，开始担任海军学员和四年制志愿兵的教学舰。它于5月下旬加入教学分舰队（Schulgeschwader），并出席了6月3日威廉皇帝运河的动工仪式。该分舰队参加了8月6日开始的年度舰队演习；并在演习中充当主力舰队（Manövergeschwader）第二支队的角色。演习在次月结束后，教学分舰队开始了前往地中海的冬季训练巡航。在这次航行期间，分舰队的旗舰施泰因号因起火而不得不入厂维修，因此由格奈森瑙号从1887年11月19日到1888年1月8日暂代旗舰职责。在返回德国的途中，这些舰只先后在圣维森特角和丰沙尔停留，然后于4月10日抵达威廉港。格奈森瑙号则进一步前往基尔，在那里接受大修。在6月25日重回教学分舰队之前，它还在投运后进行了单舰操练。接下来的一个月，该分舰队负责护送德皇威廉二世搭乘的铁甲舰巴登号出访斯堪的纳维亚诸港。
教学分舰队于1888年9月29日开始了另一次前往地中海的冬季训练巡航，期间它们从10月27日至11月5日在比雷埃夫斯参加为纪念希腊国王乔治一世登基25周年而举行的庆祝活动。此外，这些舰只还到访了奥斯曼帝国在小亚细亚和埃及的港口。1889年4月16日，格奈森瑙号随其他教学舰返抵威廉港。格奈森瑙号被移至基尔，于4月20日再度停运。1891年1月1日，它被正式归类为训练舰。该舰一直处于停运状态，直到1892年4月1日才获重新启用，在海军少校的指挥下前往波罗的海和北海展开训练巡航。8月和9月，格奈森瑙号参加了年度舰队演习，然后是从10月3日开始的冬季巡航，这次是去往西印度群岛和委内瑞拉。在加勒比海逗留期间，德国分舰队与法国的西印度分舰队相遇，并在分舰队司令之间进行了正式互访。在返回德国的途中，它们又从1893年5月22日到6月21日在英国水域呆了一个月，在此期间，分舰队曾陪同搭乘新通报舰闪电号的威廉二世一起出席考斯帆船周。
返回德国后，格奈森瑙号进行了短暂的检修，然后于1893年8月和9月作为第三支队的一份子参加了年度舰队演习。在演习期间，它意外地与鱼雷艇D2号相撞，造成后者严重受损。格奈森瑙号则能够继续参与演习，直到9月30日才停运维修。1894年4月3日，该舰展开前往克里斯蒂安尼亚的夏季训练巡航，随后出席了基尔赛船周。接下来，格奈森瑙号再次作为第三支队的一份子参加8月和9月的年度舰队演习，其时任舰长为海军少校赫尔曼·达·冯塞卡-沃尔海姆。10月1日，该舰开启前往地中海的冬季训练巡航，并在马耳他的瓦莱塔与巡洋舰神鹫号和鸬鹚号会合。随后，格奈森瑙号于11月16日至12月20日访问了克里特岛的苏达湾，继而又前往士麦那逗留三周。它于1895年1月18日启程回国，至3月27日抵达基尔。

#### 1895－1900年

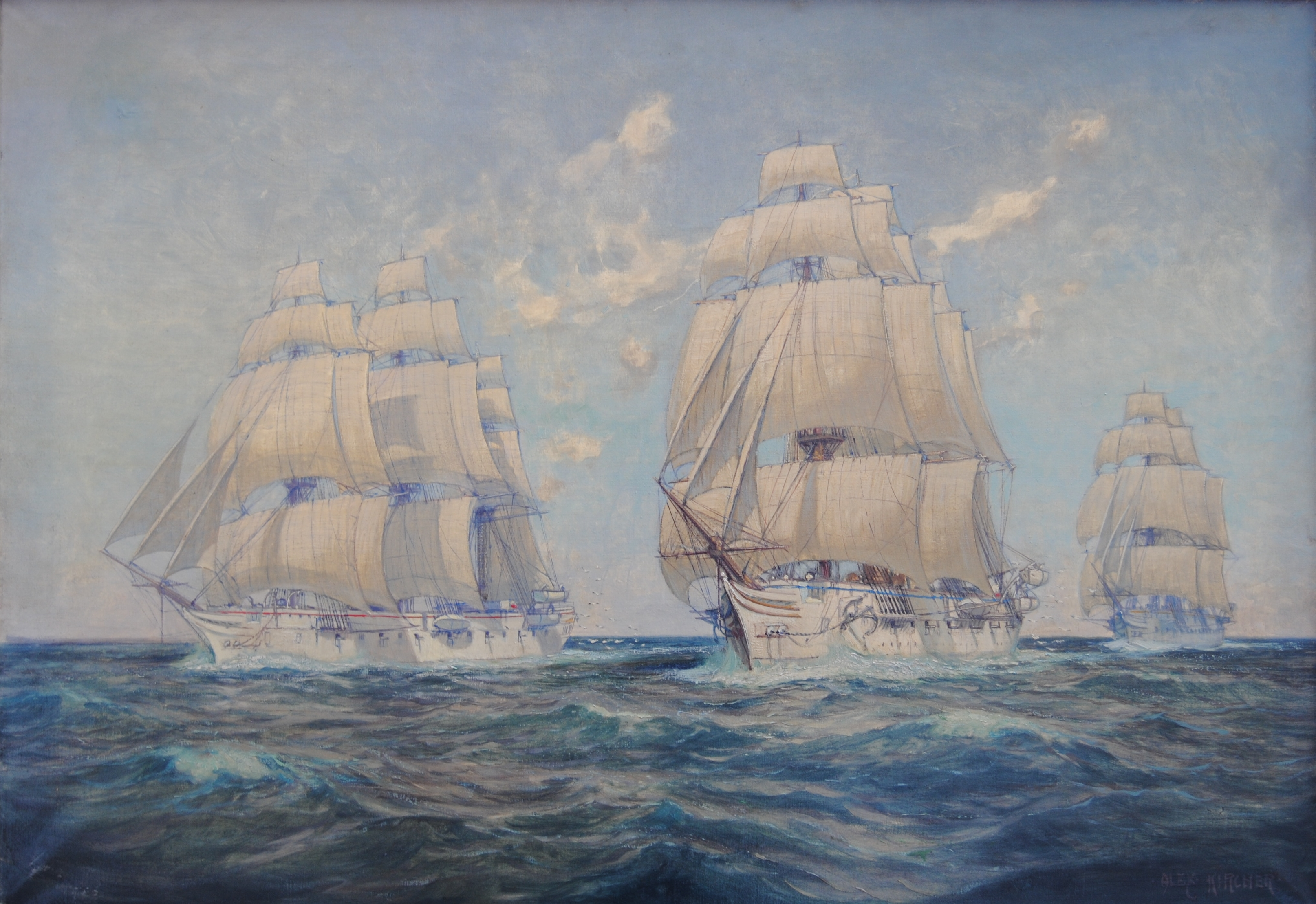
展现了扬帆姿态的施托施号、施泰因号和格奈森瑙号

下一阶段训练于1895年5月6日在北海开始进行，并以出席威廉皇帝运河的开通庆典作为结束。6月21日，格奈森瑙号在运河波罗的海入口处的基尔峡湾加入了新组建的第四支队，当各国军舰抵达那里的庆典现场时，舰上的乐队便开始演奏各国军舰的国歌。该舰于7月独自在北海训练，8月14日重新加入第三支队参加年度舰队演习，直至9月17日结束。演习期间，格奈森瑙号于8月24日在洞角礁附近与丹麦双桅纵帆船德尔芬号（Delphin）相撞，并在后者沉没之前仅救出了船上的3名船员。年度冬季训练巡航于9月28日开启，再次前往西印度群岛。在夏洛特阿马利亚停留时，格奈森瑙号与一艘丹麦炮舰的船员协助扑灭了港口的一场大火。1896年1月21日，该舰来到古巴的哈瓦那，在那里，它与施托施号和施泰因号共同观察了岛上的内乱。格奈森瑙号于2月7日离开古巴水域，至3月18日返回基尔。5月15日，该舰从基尔出发，前往卑尔根开启这一年的训练日程。在挪威期间，德国皇室和瑞典-挪威国王奧斯卡二世曾分别于6月19日和7月14日登舰检阅。它于7月18日返回基尔，为8月和9月的年度舰队演习做准备。
1896年10月2日，格奈森瑙号开始了前往地中海的冬季巡航，并在那里访问了许多外国港口。它原本于1897年初与施泰因号一同返航，但在途中，格奈森瑙号奉命改道至摩洛哥的丹吉尔，执行德国对1896年12月在该国被谋杀的德国银行家的赔偿要求。该舰于2月27日至3月2日在那里驻扎，并完成了使命。1897年3月25日抵达基尔后，它于4月4日进入旱坞接受大修，大修于5月中旬完成；5月17日，它在波罗的海开始了新的训练巡航。格奈森瑙号于8月16日启动另一次大规模海外拉练，而不是参加年度舰队演习。这次行程的目的地是南美洲，包括到访巴西的里约热内卢和南圣弗朗西斯科，以及哈瓦那——它将在那里与巡洋巡防舰夏洛特号会合。1898年3月1日，该舰离开哈瓦那返回德国，途中在基韦斯特和奥尔塔停留。北海的暴风雨迫使格奈森瑙号于3月27日驶入荷兰的登海尔德避险。它于三天后抵达基尔，至4月18日在当地停运，进行另一次大修。
格奈森瑙号在接下来的一年仍然维持停运状态，直至1899年4月9日才重新启用，继而于7月5日开始前往卑尔根的训练巡航。7月24日，它开始了另一次海外拉练，首先去往冰岛，然后是爱尔兰的皇后镇，进而继续推进至地中海。期间访问的外国港口包括12月16日至20日的雅法以及12月20日至1900年1月2日的贝鲁特。1月5日，该舰开始返回德国的旅程，从塞得港出发，经停意大利的拉斯佩齐亚，并在那里受到了腓特烈皇后及其女儿维多利亚公主的登舰访问。格奈森瑙号于3月23日抵达基尔，经过小修，于5月26日又开始在波罗的海展开训练巡航，9月10日又对卑尔根进行了短暂访问。

#### 损毁

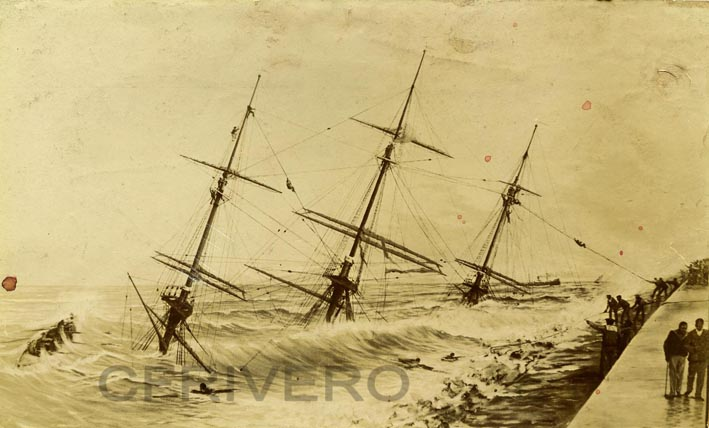
格奈森瑙号在马拉加的石堤旁失事

1900年9月18日，格奈森瑙号再次离开基尔进行另一次海外拉练，并在穿越英吉利海峡的途中在达特茅斯停留。它此后分别访问了西班牙、葡萄牙和摩洛哥的港口，继而于11月13日在马拉加停留了近一个月。12月10日，该舰驶离港口进行炮术训练；并锚泊在离岸大约800－900米的石堤附近。12月16日10:30左右，马拉加的天气严重恶化，风力达到8级。时任舰长、海军上校卡尔·克雷奇曼（Karl Kretschmann）遂命令船员提高锅炉的蒸汽，以便将舰只移至安全的港口。30分钟后，轮机舱人员和舰长之间的沟通失误导致克雷奇曼下令升锚让格奈森瑙号起航。舰长以为轮机舱报告的螺旋桨轴每分钟转速是50转，但实际数字只有15转，不足以推动舰只。结果，这艘已经脱锚的军舰只能在强风中无助地漂流。
船员们试图放下右舷锚链，但它无法卡入岩石表层。格奈森瑙号多次被强风推向石堤，并两次撞到舰艉，然后艏离朝前推到右舷，导致其搁浅。一艘商船试图帮助船员，但他们无法将两艘船用缆绳连接起来，因为格奈森瑙号已经倾斜达35度。海岸上的另一艘艇也试图加入营救船员，但同样在汹涌的海面上以失败告终。海浪的运动继续将格奈森瑙号的舰体撞向石堤，部分船员试图爬上索具寻找安全的地方。舰只最终倾覆，幸存的船员利用救生索到达岸边。事故共造成41人罹难，其中包括克雷奇曼和格奈森瑙号的副舰长。12名马拉加当地人也在参与营救的过程中丧生。夏洛特号和英国铁甲舰蹂躏号则被派去救援伤员。沉没中的遇难者被安葬在马拉加的英国人墓园，幸存者则于1901年1月2日搭乘汉堡-美洲航运公司的轮船安达卢西亚号（SS Andalusien）返回德国。
威廉港帝国船厂的设备主管、海军少校奥托·曼特对格奈森瑙号的残骸进行了检查，以确定是否可以打捞，但他认为残骸损坏得太严重了。相反，火炮和其他有价值的设备则被拆除，舰身被炸毁，以测试舰体结构的强度。随后，该舰余下的残骸被当作废品出售，并就地拆解。
为了感谢马拉加市民在事故中的帮助，德国于1909年向当地捐赠了一座桥梁，该桥如今仍然横跨在瓜达尔麦迪娜河之上，称为“德国桥”。1982年3月9日，在德国海军协会访问马拉加之际，德国驻西班牙大使圭多·布伦纳还将一张115,000马克的捐款支票交给了马拉加市长，用于保护桥梁及进行整修。